# 9542 Eryan
9542 Eryan eller 1983 TU1 är en asteroid i huvudbältet som upptäcktes den 12 oktober 1983 av den amerikanske astronomen Edward L.G. Bowell vid Anderson Mesa Station. Den är uppkallad efter Eileen V. Ryan.